# Douglasien
Die Douglasien (Pseudotsuga) sind eine Pflanzengattung in der Familie der Kieferngewächse (Pinaceae). Der Trivialname Douglasien erhielten die Bäume von dem schottischen Botaniker David Douglas (1799–1834), der sie 1827 nach Europa einführte.
Im westlichen Nordamerika kommen drei Douglasienarten vor, vier weitere sind in Ostasien heimisch.
Mit über 60 Metern ist die Douglasie der höchste Baum Deutschlands.

## Beschreibung

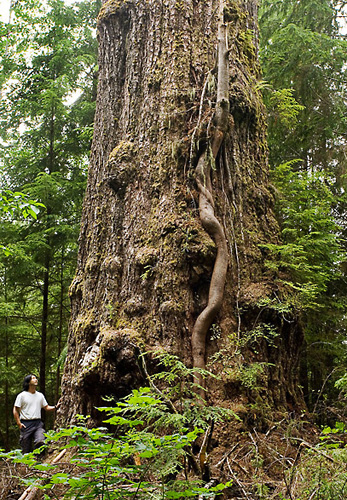
Stamm der größten Douglasie (Pseudotsuga menziesii) der Welt in British Columbia, 73 m hoch

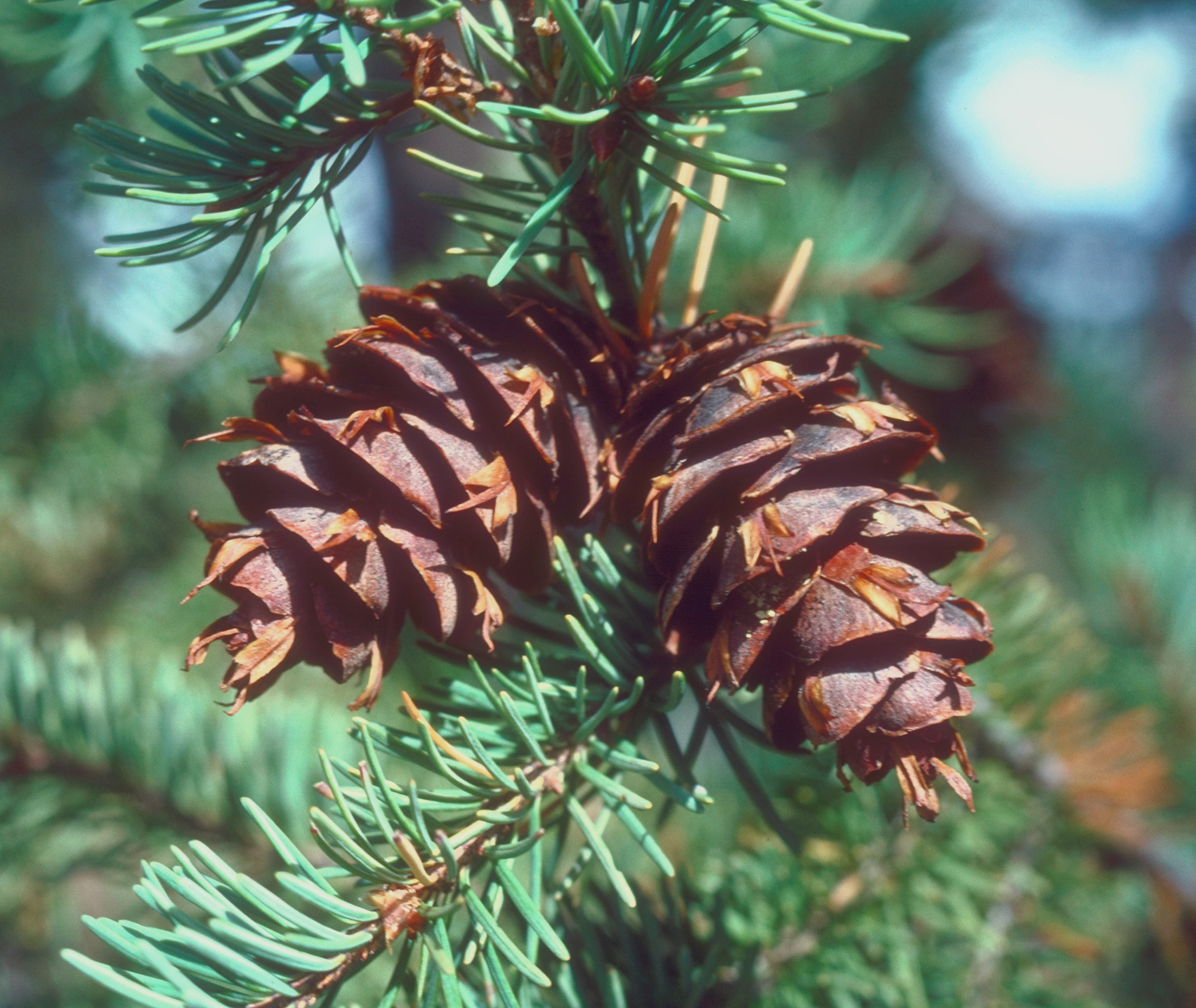
Nadeln und Zapfen einer Blauen Douglasie (Pseudotsuga menziesii var. glauca)

### Vegetative Merkmale
Pseudotsuga-Arten sind immergrüne Bäume, die in Europa eine Höhe von 40 bis 60 Metern und (im Fall der Gewöhnlichen Douglasie (Pseudotsuga menziesii)) ein Lebensalter von bis zu 600 Jahren erreichen können. Amerikanische Douglasien können sogar über 100 Meter hoch werden.
Das Holz ist schwer, dauerhaft mit dunklem Kern und Harzkanälen. Die Borke ist bei jungen Bäumen glatt und wird später rötlich-braun und dick. Die Zweige hängen oft. Die Nadeln sind wechselständig und einzeln am Zweig angeordnet. Die Nadeln 
besitzen im Querschnitt zwei Harzgänge. Sie überdauern sechs bis acht Jahre. Die Sämlinge besitzen zwei bis zwölf Keimblätter (Kotyledonen).

### Generative Merkmale
Pseudotsuga-Arten sind einhäusig getrenntgeschlechtig (monözisch). Die weiblichen und männlichen Zapfen sitzen an einjährigen Zweigen. Die achselständig stehenden männlichen Zapfen sind zylindrisch. Die endständig an Kurztrieben an einem 2 bis 10 mm langen Stiel zurückgebogenen bis hängenden weiblichen Zapfen reifen im gleichen Jahr nach der Befruchtung. Die eiförmigen oder zylindrischen Zapfen besitzen viele spiralig angeordnete Samenschuppen. Die Samenschuppen sind mindestens etwas breiter als lang. Die Deckschuppen sind lang, dünn und glatt. Sie fallen wie Fichtenzapfen als Ganzes vom Baum. Die weißlichen Samen sind 7 bis 12 mm groß mit 4 bis 14 mm großen, hell- bis mittelbraunen Flügeln.

## Systematik und Verbreitung
Der botanische Gattungsname Pseudotsuga leitet sich vom griechischen Wort pseudos für falsch und Tsuga ab.
In der Gattung der Douglasien gibt es vier Arten und einige Varietäten:
Folgende Pseudotsuga-Vertreter sind ursprünglich im westlichen Nordamerika beheimatet.
- Die Gewöhnliche Douglasie ((Pseudotsuga menziesii (Mirb.) Franco)). Ihr natürliches Verbreitungsgebiet reicht über fast 4.500 km von Kanada bis nach Mexiko. Die, auch in Europa eingeführte, Gewöhnliche Douglasie tritt in zwei Varietäten auf:[5]
  - Die Küsten-Douglasie auch Grüne Douglasie genannt, (Pseudotsuga menziesii var. menziesii oder viridis) kommt von Kanada bis Kalifornien, in den Mischwäldern entlang der Pazifikküste vor.[5]
  - Die Gebirgs-Douglasie, auch Blaue Douglasie, Rockymountain-Douglasie oder Colorado-Douglasie genannt, (Pseudotsuga menziesii var. glauca  (Beissn.) Franco) ist von den amerikanischen und kanadischen Rocky Mountains bis in die Gebirge Mexikos beheimatet.[5][6]

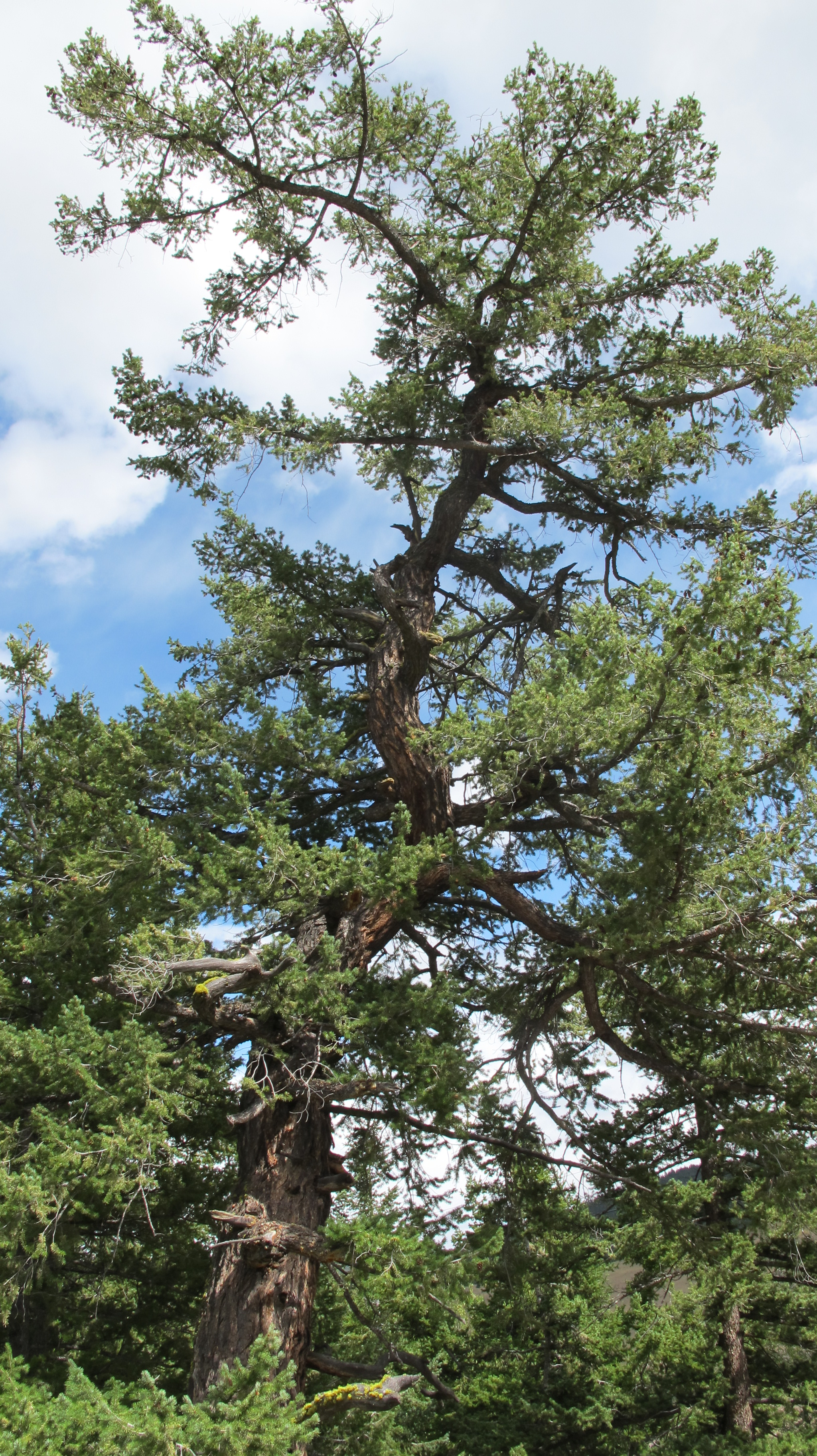
Wuchs der Rockymountain Douglasie

- Eine weitere Art ist die seltene Großzapfige Douglasie (Pseudotsuga macrocarpa), die im südlichen Kalifornien endemisch ist.[5]

Die Gattung der Pseudotsuga war bis zur letzten Eiszeit auch in Europa heimisch. Im Verlaufe der Eiszeiten sind die europäischen Vertreter der Gattung jedoch ausgestorben.

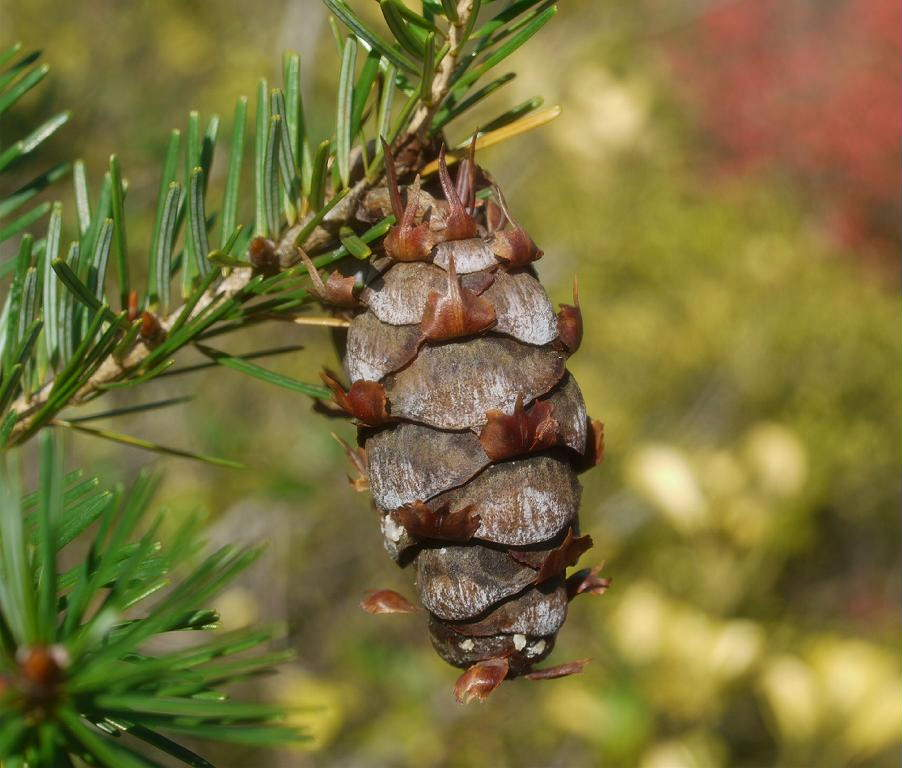
Nadeln und Zapfen einer Japanischen Douglasie (Pseudotsuga japonica)

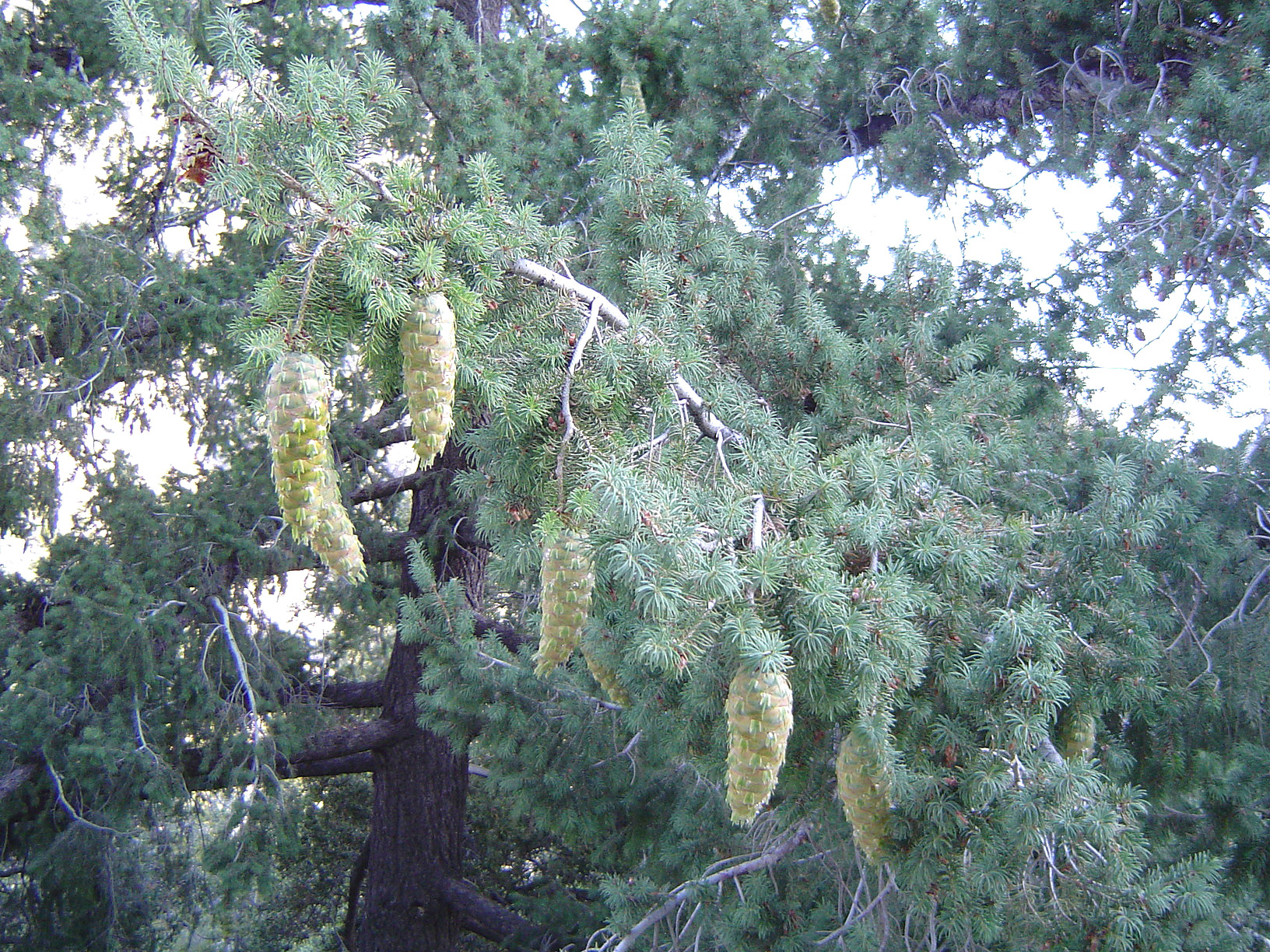
Nadeln und unreife Zapfen einer Großzapfigen Douglasie (Pseudotsuga macrocarpa)

In China, Taiwan und Japan gibt es vier weitere Pseudotsuga-Vertreter.
- Japanische Douglasie (Pseudotsuga japonica (Shiras.) Beiss.), Heimat: Japan
- Chinesische Douglasie (Pseudotsuga sinensis Dode). Es werden drei Varietäten unterschieden:
  - Pseudotsuga sinensis var. sinensis (Syn.: Pseudotsuga sinensis var. wilsoniana (Hayata) L.K. Fu & Nan Li, Pseudotsuga wilsoniana Hayata), Heimat: China und Taiwan.
  - Pseudotsuga sinensis var. brevifolia (W.C. Cheng & L.K. Fu) Farjon & Silba: Ist beheimatet in den chinesischen Provinzen: Guizhou und südwestlichen Guangxi, wächst typischerweise an Südhängen und Berggipfeln, auf kalkigen, steinigen Böden in Höhenlagen von etwa 1300 Metern.
  - Pseudotsuga sinensis var. gaussenii (Flous) Silba: Ist beheimatet in den chinesischen Provinzen: Jingxi, Sichuan und Zhejiang; wird von manchen Autoren auch zur Varietät brevifolia gerechnet.

## Wirtschaftliche und ökologische Bedeutung in Europa
Fichten zählen, aufgrund ihres schnellen Wachstums und der hohen Holzerträge zu den wichtigsten Forstbäumen Deutschlands. Ende des 19. Jahrhunderts begann man in der Forstwirtschaft mit der Einführung nicht heimischer Baumarten, von denen insbesondere die Douglasie mittlerweile wirtschaftlich genutzt wird. Ihr Anteil am Wald in Deutschland liegt bei durchschnittlich etwa zwei Prozent, regional sind es sogar bis zu sieben Prozent (in Rheinland-Pfalz).
Da Douglasien weniger Probleme mit den Auswirkungen des Klimawandels haben als zahlreiche andere Bäume, wird davon ausgegangen, dass ihr Anteil am europäischen Wald noch steigen wird.
Aus ökologischer Sicht ist diese Entwicklung, unter anderem aus Sicht des Bundesamtes für Naturschutz und des Deutschen Verbandes Forstlicher Forschungsanstalten (DVFFA) jedoch problematisch. Da die Douglasie sich durch Aussaat selbst ausbreitet, verdrängt sie natürliche Pflanzengemeinschaften und sollte daher möglichst aus Gebieten ferngehalten werden, die vorrangig dem Naturschutz dienen. Handlungsempfehlungen im Umgang mit invasiven Arten sollen sicherstellen, dass die Biodiversität nicht durch die eingeführte Baumart bedroht ist. Es wird empfohlen den Anbau der Douglasie zu beschränken, um bestimmte Standorte als Lebensräume für endemische Arten zu sichern. Außerdem soll der Anbau von Douglasien nach Möglichkeit gemeinsam mit einheimischen Bäumen erfolgen, wobei sich insbesondere die Rotbuche als geeignet erwiesen hat.

## Douglasien-Gallmücken

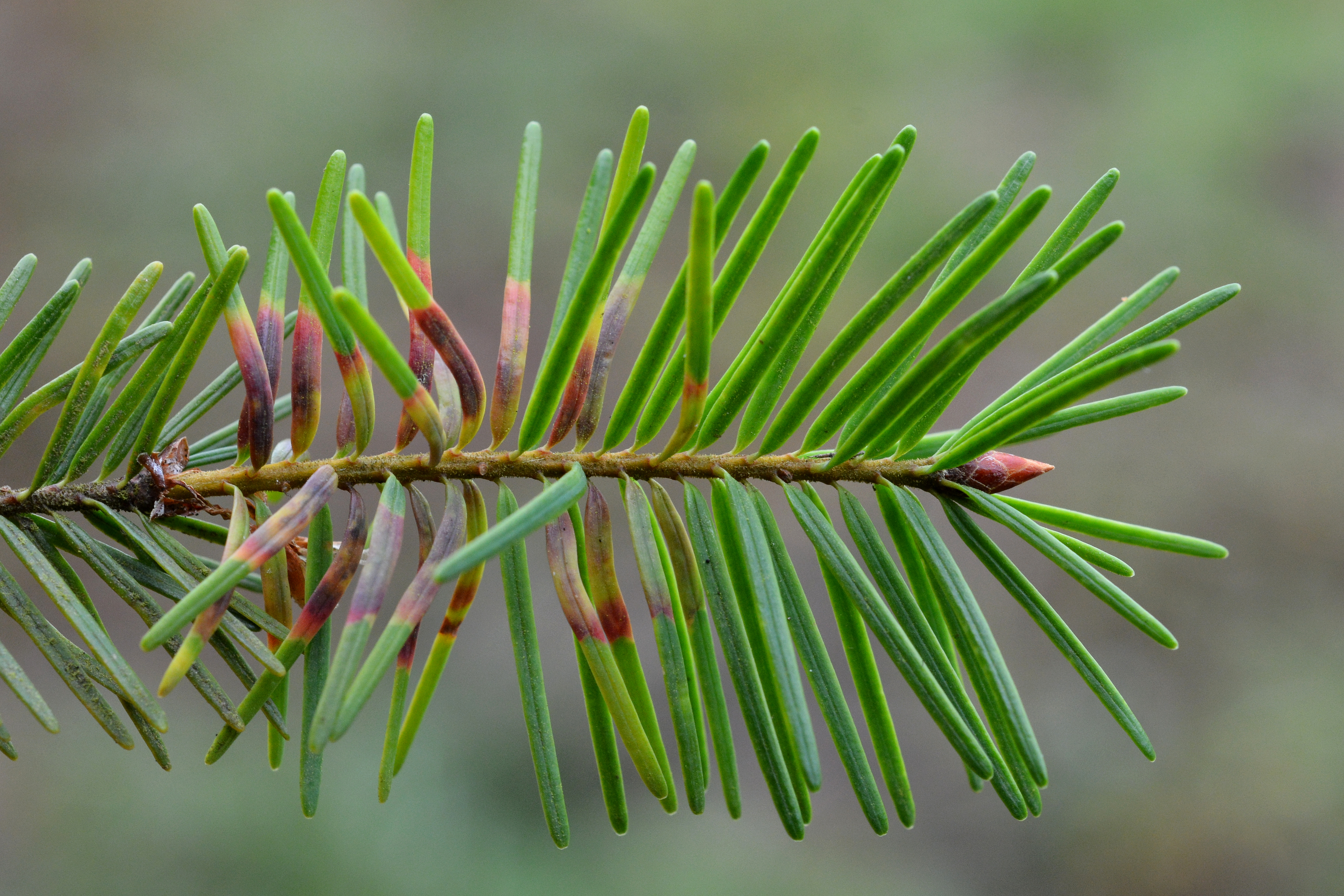
Von der Gallmücke Contarinia pseudotsugae befallener Douglasienzweig

Douglasien-Gallmücken befallen frische Nadeln und Knospen von Douglasien. Es handelt sich um drei Arten der Gattung Contarinia:
- Contarinia cuniculator Condrashoff, 1961
- Contarinia constricta Condrashoff, 1961
- Contarinia pseudotsugae Condrashoff, 1961.

Die Gallmücken stammen, wie die Douglasien selbst aus Nordamerika. In Europa traten sie zuerst 2015 in den Niederlanden, Frankreich und Belgien auf und erreichten 2016 Deutschland.
In Baden-Württemberg, Rheinland-Pfalz und im Saarland wurden sie 2016 erstmals nachgewiesen, 2017 auch in Brandenburg, 2018 in Hessen.
Die monophagen Larven der Gallmücke bohren sich in eine frisch geknospete Tannennadel. Sie ernähren sich vom Inneren der Nadel und durchlaufen mehrere Larvenstadien. Die geschädigte Nadel mit der Larve fällt im Herbst ab. Im Frühjahr verpuppen sich die Larven. Nach dem Schlüpfen Ende Mai bis Juni leben die Mücken nur wenige Tage. Durch den Fraß der Larven verfärbt sich ein Abschnitt der Nadel und verliert seine Steifigkeit. Am Fraßbild können die Arten unterschieden werden: Contarinia cuniculator: Nadelbasis, Contarinia constricta: Nadelspitze und Contarinia pseudotsugae: Nadelmitte. Ein Befall mit Douglasien-Gallmücken tötet die Douglasie nicht, wenn keine zusätzlichen Schäden vorliegen.
Verpuppte Douglasien-Gallmücken können in der Streu und im Boden überwintern, so dass auch Anhaftungen von Nadelstreu und die Verbringung von Erden zu ihrer Verbreitung beitragen können. Die am häufigsten auftretende Art, die die umfangreichsten Schäden verursacht ist dabei Contarinia pseutotsugae.